# 월식
| 2014년 4월 15일 개기 월식 | 2014년 10월 8일 개기 월식 |
| 2015년 4월 4일 개기 월식  | 2015년 9월 28일 개기 월식 |

월식(月蝕, 영어: Lunar eclipse 루너 이클립스[*], 문화어: 달가림)은 달이 지구의 그림자에 들어와 보이지 않는 현상이다. 월식은 태양 - 지구 - 달의 위치로 배열될 때 일어나게 되며 이때 달의 위상은 보름달인 망이 된다. 월식은 달이 지구의 본 그림자 속에 들어갈 때 관측되는 개기 월식(문화어: 옹근월식)과 달이 지구의 본 그림자와 반 그림자 사이에 위치할 때 관측되는 부분 월식으로 나뉜다. 이 때, 지구의 그림자에 들어간 달표면에서는 개기 일식이 일어난다. 월식은 일 년에 2번 이상은 일어난다. 월식은 지구의 밤인 곳 어디에서나 볼 수 있기 때문에 월식이 자주 관측된다. 고대 그리스 시대에 아리스토텔레스는 월식이 일어날 때의 그림자가 지구의 그림자이며, 이것은 지구가 둥글다는 증거라고 하였다.

## 붉은 달
개기월식이 일어날 때 달이 붉은색으로 보이게 되는 것은 지구 대기에 의한 산란 때문인데, 태양에서 나온 빛 중 파장이 짧은 푸른 빛이 산란되고 결과적으로 파장이 긴 붉은 빛이 달에 반사되기 때문이다. 그와 동시에 월식이 일어날 때 달의 위상이 이지러지는 방법은 보통 초승달이나 상현달과는 전혀 다른 모양이다.

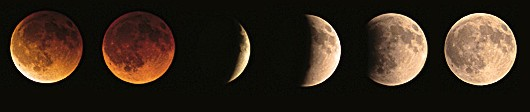
월식을 찍은 연속 사진.

## 과거의 월식
- 1997년 9월 17일 월식: 개기 월식
- 2000년 7월 16일 월식: 개기 월식
- 2004년 5월 5일 월식: 개기 월식
- 2007년 8월 28일 월식: 개기 월식
- 2008년 2월 21일 월식: 개기 월식
- 2011년 6월 16일 월식: 개기 월식
- 2013년 5월 25일 월식: 개기 월식
- 2014년 10월 8일 월식: 개기 월식
- 2018년 1월 31일 월식: 개기 월식
- 2018년 7월 28일 월식: 개기 월식
- 2020년 4월 17일 월식: 개기 월식[3]
- 2021년 5월 26일 월식: 개기 월식(슈퍼 문)
- 2021년 11월 19일 월식:부분 월식
- 2022년 11월 8일 월식:개기월식

## 기타
- '태양 - 지구 - 달이 서로 일직선 상태가 되었을 때 보름달이 뜨게 된다. 태음력 보름(월령 15일)때마다 때마다 월식이 발생하지 않는 까닭은, 지구하고 달의 공전 궤도가 약 5도 정도 삐뚤어져 있기 때문이다.

- '태양 - 지구 - 달'이 정확히 일직선이 됐을 때에만 월식이 일어난다. 이는 일식의 경우에도 마찬가지이다.

- 지구의 본 그림자에 달의 전부가 들어갈 때 개기월식이 발생하게 되는데, 이때 달이 붉은빛으로 보이는 까닭은, 지구의 대기권에 산란된 플라스마가 달에 반사가 되는데, 이는 태양에서 나오는 일곱 빛깔(빨주노초파남보) 중에서 빨간색의 파장이 가장 길기 때문이다.

- 월식은 비교적 넓은 지역에서 관측이 가능하며, 일식보다 더 자주 발생하는데다가, 진행 시간도 비교적 길다(보통 50분~최대 2시간 40분 정도 지속).

- 월식은 맨눈으로도 볼 수 있지만, 망원경 같은 광학기구를 사용하면 더 정밀한 관측이 가능하다.

## 같이 보기
- 일식
- 식현상
- 달의 궤도
- 본그림자
- 크리스토퍼 콜럼버스